# اچ‌دی ۴۵۳۶۴
اچ‌دی ۴۵۳۶۴ یک ستاره است که در صورت فلکی سگ بزرگ قرار دارد.